# Chrismon
Chrismon (nejspíš z latinského Christi nomen čili Jméno Krista) označuje v širším pojetí Kristovy monogramy, zkratky jména Ježíše Krista, které utvářejí monogramická znamení, jinak řečeno symboly. Chrysmony se uplatňují již ve starokřesťanském umění, nejčastěji v řecké a latinské podobě, na předmětech i listinách. V 10. a 11. století byla písmena bohatě zdobena. Viz též christogram.

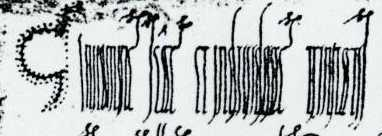
Chrismon ve tvaru C v listině císaře Jindřicha III. (1053)

V užším pojetí, a sice v diplomatice, je chrysmon označením pro jednu z grafických invokací čili vzývání Božího jména.

Chrismon se uvádělo na začátku textu středověkých listin. („…měloť zvláště slavnostně zahájiti listinu nebo doporučiti ji ochraně Kristově.“ ) Ovšem v listinách karolinských králů je chrismon uváděno před podpisem kancléře nebo notáře, někdy i před datací, tedy až v závěrečné části listiny.

Chrismon se začalo užívat patrně již v 6. století v merovejských listinách. Symbol se vyvinul z kurzívně psaného In Dei nomine („Ve jménu Páně“) – výrazně se vyvinul během 7. a 8. století. Od poloviny 9. století bylo chrismon hojně používáno ve východofranské královské kanceláři. Později, v listinách panovníků Svaté říše římské má znamení zhruba majuskulní tvar písmene C. Udrželo se v listinách vrcholného středověku, ale od pozdního středověku z textu vymizelo.